# Dialetto messinese
Il dialetto messinese (parrata missinisa in siciliano) è una variante diatopica della lingua siciliana parlata nel territorio di Messina e in parte della sua città metropolitana.

## Caratteristiche
Il messinese è una variante della lingua siciliana, e ha delle peculiarità specifiche che lo distinguono dagli altri dialetti dell'isola:
- perdita della "a" iniziale prima di una geminata: sic. ammugghiari > messin. mmugghiari ("avvolgere")
- perdita della "a" o "i" iniziale prima di un cluster consonantico: sic. anvitari > messin. nvitari/mbitari ("invitare") (fenomeno riscontrabile nella maggior parte dei dialetti siciliani)
- assimilazione nella "gr-" iniziale: sic. grossu > messin. rossu; sic. granni > messin. ranni ("grande") (fenomeno tipico di tutti i dialetti orientali siciliani)
- sostituzione del cluster iniziale "gu-" con "v-": sic. guardari > messin. vaddari ("guardare") (fenomeno riscontrato anche nel siciliano occidentale)
- assimilazione della "r" interna seguita da consonante: sic. purtari > messin. puttari ("portare"); sic. forti > messin. fotti ("forte") (fenomeno tipico di tutti i dialetti orientali siciliani)
- Assenza totale della coniugazione verbale in passato prossimo, sostituita sempre e comunque dal passato remoto (fenomeno riscontrabile in quasi tutti i dialetti siciliani).
- Uso sovente del condizionale  ("jò sarìa=io sarei") (unico dialetto siciliano a usare il condizionale).

### Fonetica
Anche nel dialetto messinese sono presenti alcune caratteristiche tipiche del siciliano, più alcune peculiarità dialettali condivise con il dialetto reggino:
- i: una caratteristica unica del dialetto messinese è che la "i" in sillaba non accentata non all'inizio di parola viene pronunciata /ɨ/: 
  - vìdiri /ˈvidɨrɨ/ "vedere";
  - fitinzìa /fɨtɨnˈʦia/ "schifezza";
  - Missina /mɨˈsːina/ "Messina" > missinisi /mɨsːɨˈnisɨ/ "messinese" (e non /misːiˈnisi/)
- ci: etimologicamente, il suono ci deriva dal latino fl (lat. flumen > sic. ciumi, ital. fiume). In messinese, viene pronunciato:
  - /ç/ in posizione iniziale o intervocalica; es. ciumi /ˈçjumi/ "fiume";
  - /ʧ/ quando segue una consonante; es. canciari /kanˈʧarɨ/ "cambiare";
- dd: il latino -ll- si è trasformato in siciliano in una occlusiva retroflessa sonora, trascritta come /ɖː/, trascritta talvolta come ddr, ddh o ḍḍ. Nel dialetto messinese, per evitare confusione, il suono è trascritto come ḍḍ (es.: codda "corda" <> coḍḍa "colla");
- j: analogamente ad altri dialetti siciliani, viene pronunciato /j/; ma in certi casi (dopo un verbo ausiliario, non, un, tri "tre", ma non l'articolo determinativo) si pronuncia /gj/; esempi:
  - jonnu /ˈjonːu/ "giorno": un jonnu /unˈgjonːu/;
  - jittari /iˈtːarɨ/ "gettare": l'a jittari /lagːjiˈtːarɨ/ "lo devo gettare"; non jittallu! /nongjiˈtːalːu/ "non lo gettare!"
- tr: in siciliano, tr viene pronunciato in una maniera diversa dall'italiano (spesso trascritto ṭṛ):
  - /çɹ/ in posizione iniziale o intervocalica; es. tràsiri /ˈçɹasɨrɨ/ "entrare" (e non /ˈʈɹasiri/ come in altri dialetti);
  - /ʈɹ/ quando segue una consonante; es. intra /ˈinʈɹa/ "dentro";
- str: viene pronunciato /ʃɹ/ (la 't' non viene pronunciata): strata /ˈʃɹata/ "strada";
  - si noti la differenza che c'è tra tr e str: trigghia /ˈçɹigːja/ "triglia" <> strigghia /ˈʃɹigːja/ "strofina!"

## Lessico
Alcune parole tipiche del dialetto messinese (con indicata la forma più comune in siciliano):
- abbiliari "prendersi d'ira, arrabbiarsi"
- addritta "in piedi" (sic. additta)
- ammuari "armadio" (fr. armoire)
- annari "andare" (sic. iri)
- arriminari "mescolare"
- babbu "sciocco, stupido cretino"
- bacila "bacinella, catino"
- babbarottu "mento" (antico messin. barbarottu)
- bagghiolu "secchio"
- brazza o brazzu "braccia o braccio" (sic. vrazza)
- brisciri "levarsi/spuntare", "alba/inizio di un nuovo giorno"
- buccari "di persona o cosa che tende ad uscire fuori dal proprio baricentro, rischiando di cadere o rovesciarsi" (es.: a bacca bucca 'nto 'n latu, trad: "la barca è inclinata su di un lato")
- buḍḍaci "pesce dalla bocca larga; fig., chiacchierone"[3]
- bummacaru "spaccone"
- catugghiari "fare il solletico" (sic. accatigghiari)
- cacchi o acchi "qualche" (antico messin. carchi)
- cantunera "angolo"
- caravigghianu "costoso, di chi vende a prezzi alti"
- bàgghiolu "secchio"
- catu "bacinella/secchio" (provincia tirrenica)
- càuddu "caldo"
- cciappa "pietra liscia"
- chiazza "piazza" (sic. piazza)
- chi nic e nac "letteralmente : ma che c'entra - si dice di qualcuno che riporta fatti o dice cose sbagliate"
- cicara "tazzina/tazza"
- ciciulena "seme di sesamo" (sic. giuggiulena)
- còcciula "vongola"
- culu sguarratu "di persona particolarmente fortunata" (si usa anche culu bambinu)
- cutra "coperta"
- ḍḍiccari "leccare" (antico messin. aḍḍiccari)
- ḍddrumintari "addormentare" (sic. addurmisciri)
- ddubbari "saziare"
- ḍifensa "difesa"
- ducazzioni "educazione" (sic. aducazzioni)
- fulina "ragnatela"
- girasa "ciliegia"
- immu "gobba"
- inchiri "riempire"
- iaggia "gabbia"
- jàutu o gghiautu "alto" (sic. autu)
- jò "io" (sic. jù o ìu)
- jutari "aiutare"
- lattuneri "carrozziere" (cioè che lavora in una carrozzeria)
- mota "accosta" (sic. bota)
- mmiḍḍari o picciari "appiccicare, attaccare" (antico messin. ammiḍḍari)
- mmoffa "schiaffo, ceffone" (sic. boffa)
- monchiaria "mollezza, inettitudine" (da monchiu)
- mpizzari "appendere"
- munnizza "sacchi di spazzatura"
- mmuttari "sollevare, prendere in braccio"
- mmuccusu "moccioso"
- ncafuddari "stipare"
- ncasari "chiudere"
- nchianari "salire"
- nnericatu "suscettibile, indisponente"
- picciriddu "piccolo, bambino"
- pricopa "albicocca"
- putia "bottega"
- racina "uva"
- rasta "vaso (per le piante)" (sic. grasta)
- sautinu lett. "saltafossi"; fig. opportunista, approfittatore
- sbarrugari "scoraggiare"
- sbinnarisi "farsi assai male
- scantatu "spaventato"
- sciangazza "piccola fessura da dove passa l'aria"
- sciucari "asciugare"
- siddiari "annoiare"
- sduvacarsi "spaparanzarsi, stare in panciolle"
- sguarrari "tagliare qualcosa o qualcuno con una lama, provocando ampi squarci"
- sparadrappi "cerotto, nastro per medicare"
- spasciari "rompere, fare a pezzi"
- spisidda "scintilla"
- ssicutari "inseguire" (sic. assicutari)
- stréusu "strano"
- stuppateddi "tipiche chiocciole che si trovano solo a Messina e provincia" (se sono con la piddicchia, ossia la membrana protettiva bianca che si forma a protezione dell'animale, si chiamano 'ntuppateddi). Da qui stuppateddi, cioè "senza membrana" e ntuppateddi, cioè "con la membrana". A Messina si usa dire stuppateddu ca piddicchia.
- sùggiri "alzare" (sic. susiri)
- sùrici "topo" (sic. surci)
- taḍḍarita "pipistrello"
- tajuni "interiora di bovino arrostite alla brace"
- tavacca "testiera del letto" (antico messin. tavarca)
- tinchité "a tinchité, ossia: in abbondanza"
- tumpulata "schiaffo, ceffone"
- tumpuluni "schiaffone"
- vaddari "guardare" (sic. guardari)
- vàḍḍara "ernia" (sic. guaḍḍara)
- valìa "voglia" (aviri valìa "avere voglia")
- zazzamita "geco"
- ziripuddu "lucertola"
- zzallo "triviale" (detto di persone)
- zzucari "succhiare" (sic. sucari)

### Espressioni
- arancinu chi pedi ("arancino con i piedi") - persona obesa (offensivo)
- bucca ill'anima ("bocca dell'anima") - diaframma, cardias
- essiri cchiù 'ssai d'i cani 'i Brasi/Blasi (essere più dei cani di Blas/Biagio viceré spagnolo) - essere in sovrannumero, con riferimento a persone o animali
- facci 'i mpigna ("faccia di suola") - faccia tosta, sfacciato, sfrontato
- mmiscari sauri e opi ("mischiare sugarelli e boghe") - confondere tra loro cose che non c'entrano nulla
- truvari a Mèrica nto bagghiolu ("trovare l'America in un secchio") - suggerire una soluzione scontata come se fosse originale
- santu libbiranti! - santo liberante! (interiezione)
- babbu i l'unpa - stupido, idiota (in riferimento all'organizzazione UNPA, istituita nel periodo fascista, a cui aderivano persone esentate, per vari motivi, dal servizio militare)
- 'o buddellu di tram ("al bordello dei tram)" - luogo fastidiosamente lontano (in riferimento alle case di piacere presenti, decenni fa, in prossimità del capolinea del tram).
- non ni inchiri i pila - non rompere le scatole
- pisciari fora du rinali - lett. Orinare fuori dal vaso da notte. Equivale a un avvertimento e un invito allo stesso tempo: stai attento a quello che dici e che fai, perché stai sbagliando. Equivalente a "non fare il passo più lungo della gamba".

## Esempi di lingua scritta

### U Patrinostru
Patri nostru chi si nto cielu,
mi si santificassi u to nomi,
mi venissi u to regnu,
mi si facissi a to vuluntà
comi nto cielu, così nta terra.
Dannillu oggi u nostru pani quotidianu,
e piddùnani i nostri piccati
comu nujautri i piddunamu e nostri nimici.
E non ni lassari càdiri nta tintazzioni
ma libbiranni du mali.

## Verbo Essere (Essiri/Jessiri)
Indicativo
|           | Presente   | Perfetto  | Imperfetto        |
| Jò        | sugnu      | fui       | era               |
| Tu        | sì         | fusti     | eri               |
| Iḍḍu-Iḍḍa | è/jè/jesti | fu        | era               |
| Nujautri  | semu       | fummu     | èrumu             |
| Vujautri  | siti       | fustu     | eru/eravati/èruvu |
| Iḍḍi      | su/sunnu   | furu/foru | èrunu             |

Condizionale (in uso solo presso la provincia di Messina)
|           | Presente        | Passato |
| Jò        | sarìa           | fussi   |
| Tu        | sarìi           | fussi   |
| Iḍḍu-Iḍḍa | sarìa           | fussi   |
| Nujautri  | sarìumu         | fùssimu |
| Vujautri  | sarìstu/sarìuvu | fùssivu |
| Iḍḍi      | sarìunu         | fùssiru |